# 2.º governo da Monarquia Constitucional
O 2.º governo da Monarquia Constitucional, também conhecido como a primeira fase do 2.º governo do Devorismo, também conhecido como governo de fusão, e pejorativamente inicialmente por ministério dos impossíveis, nomeado a 27 de maio de 1835 e exonerado a 15 de julho de 1835, foi presidido pelo marquês de Saldanha, se bem que o cargo de presidente do Conselho de Ministros ainda não estava juridicamente definido. Era um governo de fusão, constituído por elementos da esquerda política e por conservadores.
A sua constituição era a seguinte:
| Cargo                                                                   | Detentor | Detentor                                     | Período                                  |
| ----------------------------------------------------------------------- | -------- | -------------------------------------------- | ---------------------------------------- |
| Presidente do Conselho de Ministros                                     |          | Marquês de Saldanha (1790–1876)              | 27 de maio de 1835 a 15 de julho de 1835 |
| Ministro e Secretário de Estado dos Negócios do Reino                   |          | João de Sousa Pinto de Magalhães (1790–1865) | 27 de maio de 1835 a 15 de julho de 1835 |
| Ministro e Secretário de Estado dos Negócios Eclesiásticos e de Justiça |          | Manuel António de Carvalho (1785–1858)       | 27 de maio de 1835 a 15 de julho de 1835 |
| Ministro e Secretário de Estado dos Negócios da Fazenda                 |          | Francisco António de Campos (1780–1873)      | 27 de maio de 1835 a 15 de julho de 1835 |
| Ministro e Secretário de Estado dos Negócios da Guerra                  |          | Marquês de Saldanha (1790–1876)              | 27 de maio de 1835 a 15 de julho de 1835 |
| Ministro e Secretário de Estado dos Negócios da Marinha e Ultramar      |          | Marquês de Loulé (1804–1875)                 | 27 de maio de 1835 a 15 de julho de 1835 |
| Ministro e Secretário de Estado dos Negócios Estrangeiros               |          | Duque de Palmela (1781–1850)                 | 27 de maio de 1835 a 15 de julho de 1835 |